# Аган (Тоскана)
Аган (на латински: Aganus, † сл. 845) е граф на Лука и маркграф на Тоскана (835 – 847).

## Произход
За произхода му не се знае нищо. Въз основа на ономастични данни се предполага, че идва от неиталианските области на Франкската империя. Предполага се, че би могъл да е същата личност като графа на Арецо със същото име, споменат за единствен път в историческите източници през 819 г.

## Биография
Първото надеждно свидетелство за Аган датира от април 838 г., когато в един от документите той е наречен „граф на Лука“. Не е известно точно кога е получил тази длъжност от италианския крал Лотар I. Като варианти историците разглеждат възможността той да е наследник или на маркграф Бонифаций II, споменат с титлата „Граф на Лука“ в наративните източници през първата половина на 830-те години, или на някой си Майнфридукс, известен само от нумизматични данни. В документи от 839 и 840 г. на Аган е дадена и позицията на суверенен пратеник (на лат. Missi dominici) на Лотар I.
Дейностите на Аган като граф на Лука са известни само от няколко местни харти. Повечето от тях са свързани с потвърждаването на правни документи на местната епархия, както и с анализа на спорове между епископа на Лука Беренгарий и манастирите, разположени в околностите на града. Последният документ, отнасящ се до Аган, е от 2 ноември 845 г. Той съдържа споразумение между графа и съпругата му Теутберга, от една страна, и епископ Амвросий от друга, за получаване от Аган под наем на имуществото на епархията на Лука в замяна на годишно плащане към църквата от 20 сребърни монети.
От историческите извори е известно, че властта на граф Аган се простира и до град Пиза. Въпреки че в съвременните документи Аган се споменава само като граф на Лука, историците предполагат, че той, подобно на своя предшественик и приемник, също може да бъде владетел на Тосканската марка.
Нищо не се знае кога и по какви причини той губи власт над Лука. Това трябва да се случило не по-късно от 847 г., тъй като първият документ е с дата 25 януари тази година, в който Адалберт I вече е наречен „граф на Лука“.

## Брак и потомство
∞ за Теуберга.